# Helden van de Kinderkliniek
Helden van de Kinderkliniek is een Vlaamse docusoap die het werk van een kinderkliniek in beeld brengt. De reeks werd opgenomen in het Universitair Ziekenhuis Antwerpen, in het Koningin Mathilde Moeder en Kindcentrum. Speciaal voor de reeks werd er een camerapop gecreëerd. "Dokter Karel" is een pop in een doktersoutfit waar een camera in verwerkt is. Hierdoor creëert het programma unieke beelden van de jonge patiënten, die zich bij de pop vaak beter op hun gemak voelen. 
De reeks werd uitgezonden op televisiezender VTM en was een spin-off van Helden van Hier: Door het Vuur, dat eveneens op VTM te zien was. Ook werd de reeks geproduceerd door hetzelfde productiehuis (Geronimo). 